# Ferenc Farkas

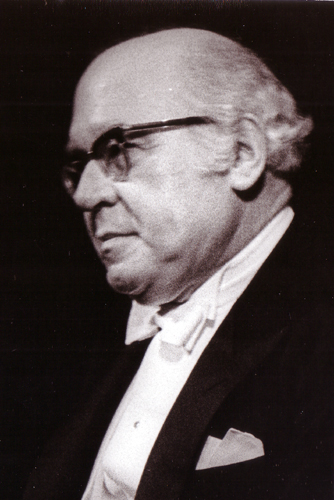
Ferenc Farkas (1971)

Ferenc Farkas [ˈfɛrɛnʦ ˈfɒrkɒʃ] (* 15. Dezember 1905 in Nagykanizsa, Königreich Ungarn; † 10. Oktober 2000 in Budapest) war ein ungarischer Komponist.

## Leben
Farkas besuchte ein Gymnasium in Budapest und erlernte in jungen Jahren das Klavierspiel. Bereits in der zweiten Hälfte der 1910er Jahre schrieb er Lieder und bearbeitete Volkslieder für seinen kleinen Chor, der aus Schulkameraden bestand. Ab 1921 begann er, offiziell zu komponieren. Er besuchte die Vorbereitungsklasse von Leó Weiner an der Franz-Liszt-Musikakademie und absolvierte anschließend von 1923 bis 1927 ein Studium der Komposition als Schüler von Albert Siklós, das er mit dem Diplom abschloss. Zwei Studienjahre verbrachte er danach von 1929 bis 1931 in Rom an der Accademia di Santa Cecilia, wo er Schüler von Ottorino Respighi wurde. 
Zwischen 1932 und 1936 war er als Komponist und Dirigent in Filmstudios in Wien und Kopenhagen tätig. Zurückgekehrt nach Budapest unterrichtete er dort zwischen 1935 und 1941 an der Hauptstädtischen Höheren Musikschule (Fővárosi Felsőbb Zeneiskola).
Von 1941 bis 1944 war er Lehrer für Komposition am Konservatorium in Cluj, dessen Leiter er wurde. 1949 wurde er Professor an der Musikakademie Budapest, an der er bis zu seiner Pensionierung 1975 lehrte. Zu seinen Schülern dort zählten einige der wichtigsten ungarischen Komponisten der zweiten Hälfte des 20. Jahrhunderts wie Attila Bozay, Zsolt Durkó, György Kurtág, György Ligeti, Emil Petrovics, Zoltán Jeney, Sándor Szokolay und Zsolt Gárdonyi.

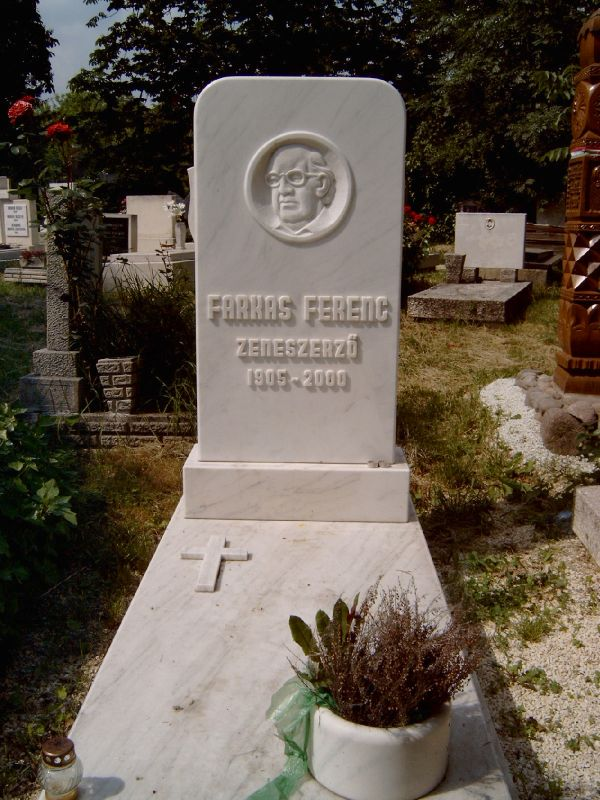
Grabstätte von Ferenc Farkas, Farkasréti temető, Budapest

Farkas komponierte für die meisten in der europäischen klassischen Musik gebräuchlichen Instrumente, auch für seltenere Instrumente wie das Baryton und das Alphorn. Sein Werk umfasst insgesamt über 700 Kompositionen. Er schrieb die Oper A bűvös szekrény (Der Wunderschrank, 1942). Neben seiner Tätigkeit als Komponist und Musikpädagoge war er als Pianist, Dirigent, Chorleiter, Orchesterpianist, Klavierbegleiter, Regisseur und Leiter der Opernabteilung tätig. Weiterhin betätigte sich als Musikschriftsteller und beschäftigte sich mit Poesie und Literatur.
Seine Grabstätte befindet sich auf dem Farkasréti temető (Friedhof Farkasrét) im XII. Budapester Bezirk.